# Mars balearicus

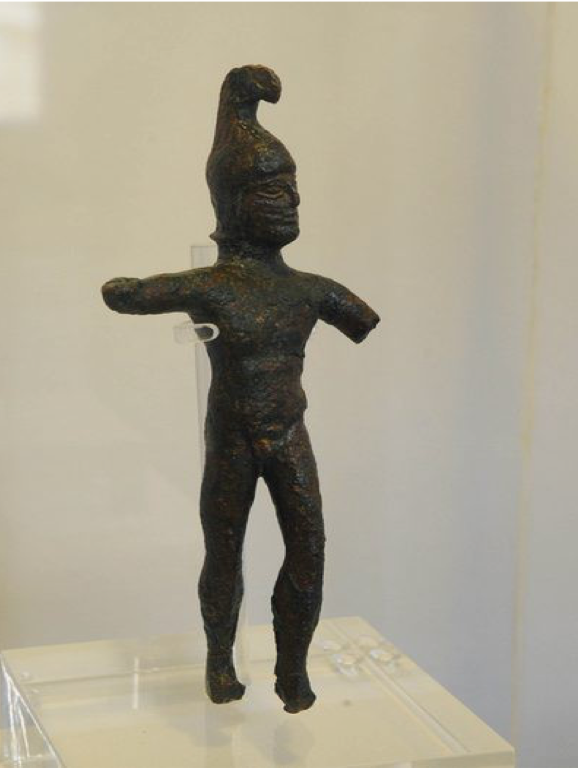
Mars balearicus de Son Gall. Museo de Menorca

Mars Balearicus (o divinidades Bélicas) es el nombre con el que A. García-Bellido bautizó el conjunto de estatuillas documentadas en Mallorca y Menorca entre el siglo XIX y XX y que corresponden al período postalayótico o talayótico final. Estas se caracterizan por representar a un hombre desnudo ataviado con un casco y, al parecer. una lanza y un escudo.

## Historia de las investigaciones
La primera noticia sobre este tipo de estatuillas se debe al cronista mallorquín Buenaventura Serray Ferragut que describe en uno de los volúmenes de su obra una figurilla que según él representaba a Marte.
Años más tarde, Juan Ramis reseñó en su obra dedicada a las inscripciones de Menorca (1833) otra figurilla que años más tarde volvió a reseñar Hernández Sanz en su Compendio de Geografía e Historia (1908).
El origen y el significado de este grupo de esculturas localizadas en Menorca y Mallorca no está nada claro y ha generado gran cantidad de publicaciones y discusiones entre los investigadores. Las primeras interpretaciones proponían que estas estatuillas debieron de ser llevadas a las islas por los honderos balearicos que lucharon como tropas auxiliares del ejército cartaginés en todo el Mediterráneo, pero parece que en los lugares donde estos lucharon no se encuentran paralelos para estas representaciones.
En los años 80 tomó fuerza la propuesta de considerarlos smiting gods, representaciones del dios fenicio de la guerra, pero las imágenes de esta divinidad están en una posición diferente a la de los guerreros menorquines y suelen estar cubiertos con un faldellín. Aparte hace falta mencionar que en el lugar con más aculturación púnica del archipiélago, Ibiza, no se  ha documentado ningún ejemplar.
Hoy en día, sigue la incógnita de cual era el papel que jugaban estas figuras dentro de la cultura postalayótica. El hecho de no encontrar paralelos fuera de las islas hace plantear a algunos investigadores que fueran fabricados en el archipiélago, pero no hay ninguna evidencia arqueológica. La totalidad de las piezas menorquinas han sido descubiertas fuera de contexto arqueológico. Hay investigadores que creen poder asegurar que estas estatuillas surgieron a raíz de la demanda por parte de las poblaciones talayóticas. Las últimas investigaciones realizadas por el especialista Santiago Moreno nos acentúan la relación de estas figurillas con la religión romana.

## Los ejemplares menorquines
En Menorca se han documentado un total de 7 figurillas que se pueden englobar dentro de esta categoría a pesar de que cómo se puede observar hay diferencias remarcables.
- El ejemplar de Biniedrís (Alayor). Tan solo se conoce a partir de una referencia de Oleo y Quadrado de 1876. No hay ninguno otro dato.Mars Balearicus de Binicalaf

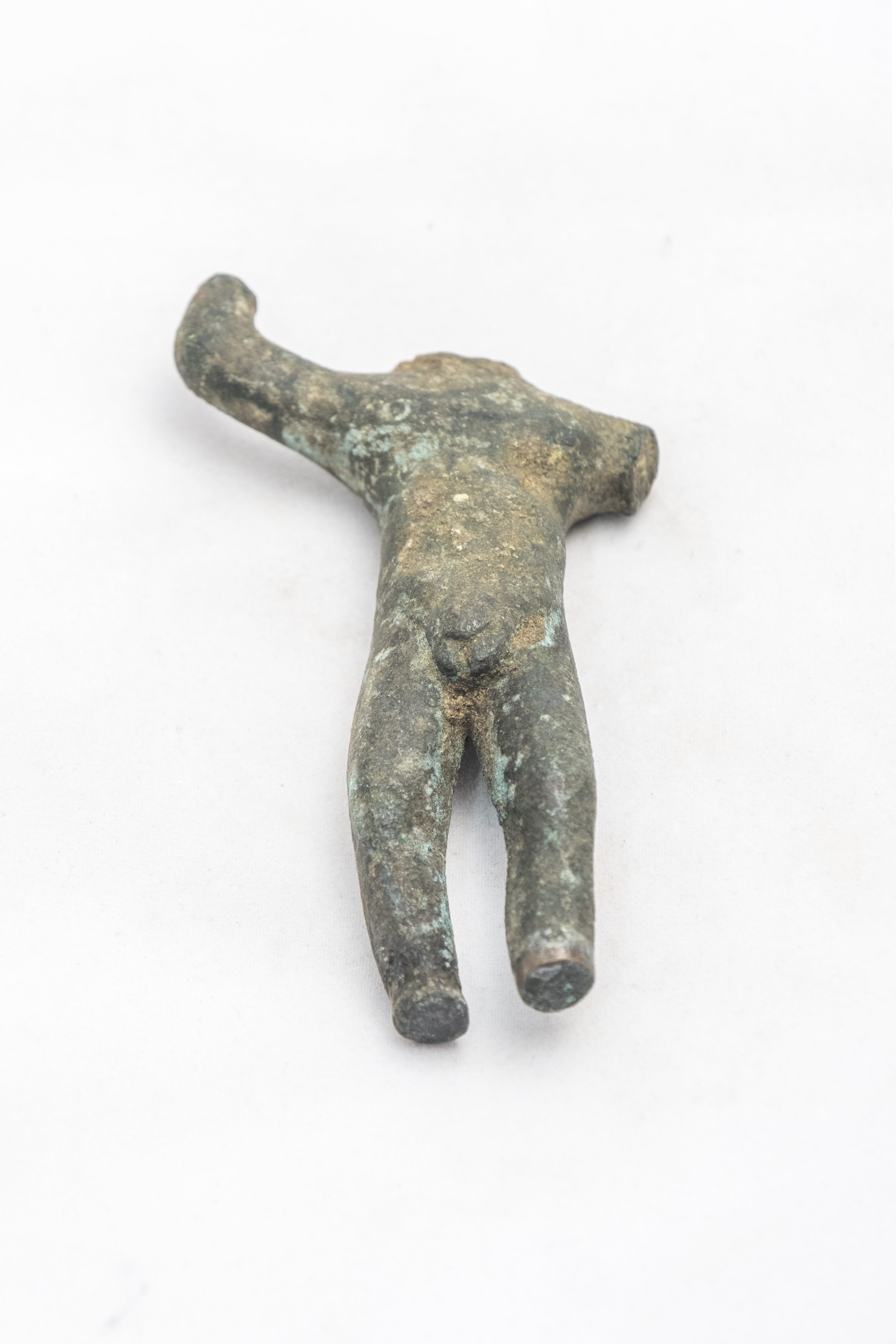
Mars Balearicus de Binicalaf

- El ejemplar de Binicalaf (Mahón). Se encontró en 1910 y actualmente pertenece a la Colección de los herederos de J. Flaquer y Fàbregues. Se trata de una estatuilla de 9 cm que solo conserva el torso, parte de las piernas y la mayor parte del brazo derecho, no conserva la cabeza. La posición del cuerpo parece estar en posición de ataque, a pesar de que es un poco estática, con el brazo derecho doblado y levantado cómo si sostuviera una lanza o algún otro tipo de arma. El trabajo de la musculatura de la pieza es poco significativo y al no conservar el cabo y por lo tanto el posible caso, es difícil dar una cronología para esta pieza.
- El ejemplar de Biniatram (Ciudadela). Se conserva actualmente al museo de la Hispanic Society (Nueva York). Se encontró en 1866 en el talayot del poblado. Se trata de una figura masculina de 12 cm de altura, desnuda ataviada con un casco de estilo pilos o itálico con el borde doblado hacia arriba. La posición del cuerpo, de frente, muestra el brazo derecho levantado en posición de ataque y el izquierdo bajado, flexionado parece que podría sostener algún objeto. El rostro es de un hombre maduro, con barba y la musculatura a pesar de no estar muy trabajada podría representar un modelo arcaizante.
- El ejemplar de Torelló (Mahón). Actualmente se encuentra en la colección Olivas. Se trata de una figura masculina de 10,5 cm de altura, desnuda ataviada con casco de cumbre alta posiblemente de estilo suritálico. La musculatura del cuerpo está muy trabajada al igual que el rostro donde se puede observar el cincelado de la barba, los ojos de forma almendrada y hasta las cejas evocando la seriedad del rostro. La posición del cuerpo parece estática, con el brazo izquierdo levantado con la intención de sostener una lanza y el brazo derecho doblado hacia abajo que parece también podría sostener algún objeto.

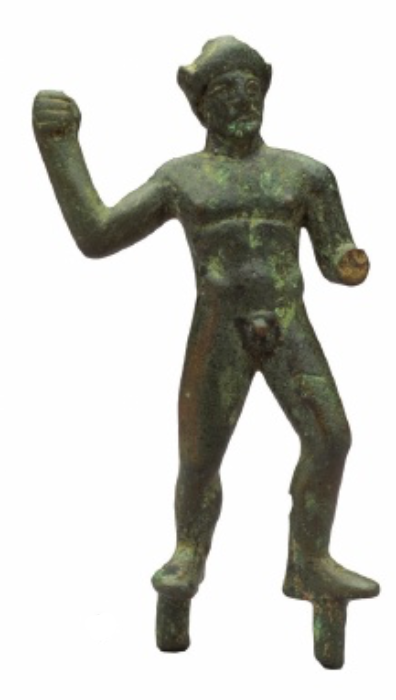
Mars Balearicus de Biniatram. Hispanic Society de Nueva York

- El ejemplar de Sa Cavalleria (Mercadal). Actualmente se encuentra a la Colección Olivar. Se trata de la figura más trabajada y de mayor definición de todo el conjunto. Una figura masculina de 20 cm, desnuda ataviada con un casco. Su posición recuerda a la curva praxiteliana (algo más acentuada) en movimiento. Con el brazo izquierdo sostiene una espada rota. La cara está muy trabajada, al igual que el resto del cuerpo y la musculatura.

- El ejemplar 1 de Son Gall (Alayor). Fue descubierto antes del 1968. Se trata de una figura masculina desnuda, con una musculatura muy definida, a pesar de que las facciones son bastante esquemáticas. Lleva un casco corintio levantado por encima del rostro. El brazo derecho lo tiene levantado en ángulo recto cómo si fuera a lanzar una lanza y el izquierdo esta roto.
- El ejemplar 2 de Son Gall (Alayor). Este ejemplar fue donado por la familia Seguí Vidal al Consejo Insular de Menorca. Se trata de una de las figurillas mejor conservadas. Representa un hombre en posición de movimiento. Lleva un casco frigio con cumbre y lo que queda de los brazos parece responder a que con la derecha sostenía una lanza y con la izquierda un escudo. La musculatura se encuentra poco trabajada y sobre las piernas parece que lleva una espinilleras.[6]